# Rue Saint-Merri
Ne doit pas être confondu avec Rue du Cloître-Saint-Merri.
La rue Saint-Merri est une voie, ancienne, du 4e arrondissement de Paris, en France.

## Situation et accès
Actuellement, la rue Saint-Merri est une voie publique située quartier Saint-Merri, dans le 4e arrondissement de Paris. Elle débute au 23, rue du Temple et se termine au 100, rue Saint-Martin.

## Odonymie
Elle porte le nom de Saint-Merri, parce qu'elle se situe à proximité de l'église Saint-Merri, monument auquel on accède depuis la rue en traversant la place Igor-Stravinsky.

## Histoire
Cette rue était déjà bâtie en 1210, c'est-à-dire peu de temps après la construction de l'enceinte de Philippe Auguste.
Cette voie portait le nom de « rue Neuve-Saint-Merri » au XIIIe siècle. On ajouta le mot « neuve », non seulement parce qu'elle était nouvellement bâtie, mais également pour la distinguer de la partie occidentale de la rue de la Verrerie qui se nommait, aux XIIIe et XIVe siècles, « rue Saint-Merri, ». Elle est également appelée « rue Neuve-Saint-Médéric ».
Elle est citée dans Le Dit des rues de Paris, de Guillot de Paris, sous le nom de « rue Neuve-Saint-Mesri ».
Le 14 janvier 1358, Jean Baillet, trésorier général des finances, passant dans la rue Saint-Merri, est assassiné par un changeur nommé Perrin Macé qui se réfugie dans l'église Saint-Jacques-la-Boucherie après son meurtre en demandant le droit d'asile.
Elle est citée sous le nom de « rue Saint Merry » dans un manuscrit de 1636 dont le procès-verbal de visite, en date du 22 avril 1636, indique : « pleine de boues et d'immundices ».
Par un arrêt du conseil du 7 janvier 1677, le roi ordonna l'élargissement de la « rue Neuve-Saint-Merri », dans la partie comprise entre celles du Renard et Saint-Martin.
Une décision ministérielle, du 3 prairial an IX (23 mai 1801), signée Chaptal, fixe la largeur de cette voie publique à 9 mètres.En vertu d'une ordonnance royale du 28 février 1837, la largeur de la voie est portée à 12 mètres.
Au XIXe siècle, cette rue, alors dénommée « rue Neuve-Saint-Merri », d'une longueur de 231 mètres, qui était située dans l'ancien 7e arrondissement, quartier Sainte-Avoye, commençait au 29, rue Barre-du-Bec et 1, rue Sainte-Avoie et finissait aux 26-28, rue Saint-Martin.
Les numéros de la rue étaient rouges. En 1817, le dernier numéro impair était le no 55 et le dernier numéro pair était le no 52.
En 1881, elle change de nom et devint la « rue Saint-Merri ».
Sa partie nord est démolie en 1934Interprétation abusive ?.
Une étude de la Ville de Paris, publiée en décembre 2023 par Le Parisien, montre une diminution de 25 % dioxyde d’azote (NO2) entre 2021 et 2023, à proximité de l'école élémentaire de la rue Saint-Merri, aménagée dans le cadre du dispositif Rues aux écoles. Par ailleurs, la teneur de NO2 a aussi baissé de 23 % dans les salles de classe de l'école selon les mesures réalisées par la direction générale de la Santé (DGS) .[non pertinent]

## Bâtiments remarquables et lieux de mémoire
- No 4 : le peintre Guillaume Fouace y vécut dans les années 1870[7].
- No 12 : hôtel Le Rebours.
- No 33 : bains-douches Saint-Merri. La façade a été conservée mais les « bain-douches Saint-Merri » ont été transférés au 18 rue du Renard.
- No 41 : Gaston Prost (1881-1967), peintre et lithographe, y est né et y vécut[8].
- No 42 (détruit) : emplacement de l'ancien hôtel particulier du banquier et collectionneur Everhard Jabach (1618-1695), devenu vers 1745 un lieu de comédie puis, en 1800, le siège du Comptoir commercial. Un dessin de la façade en fut relevé par Jules-Adolphe Chauvet en 1891[9].

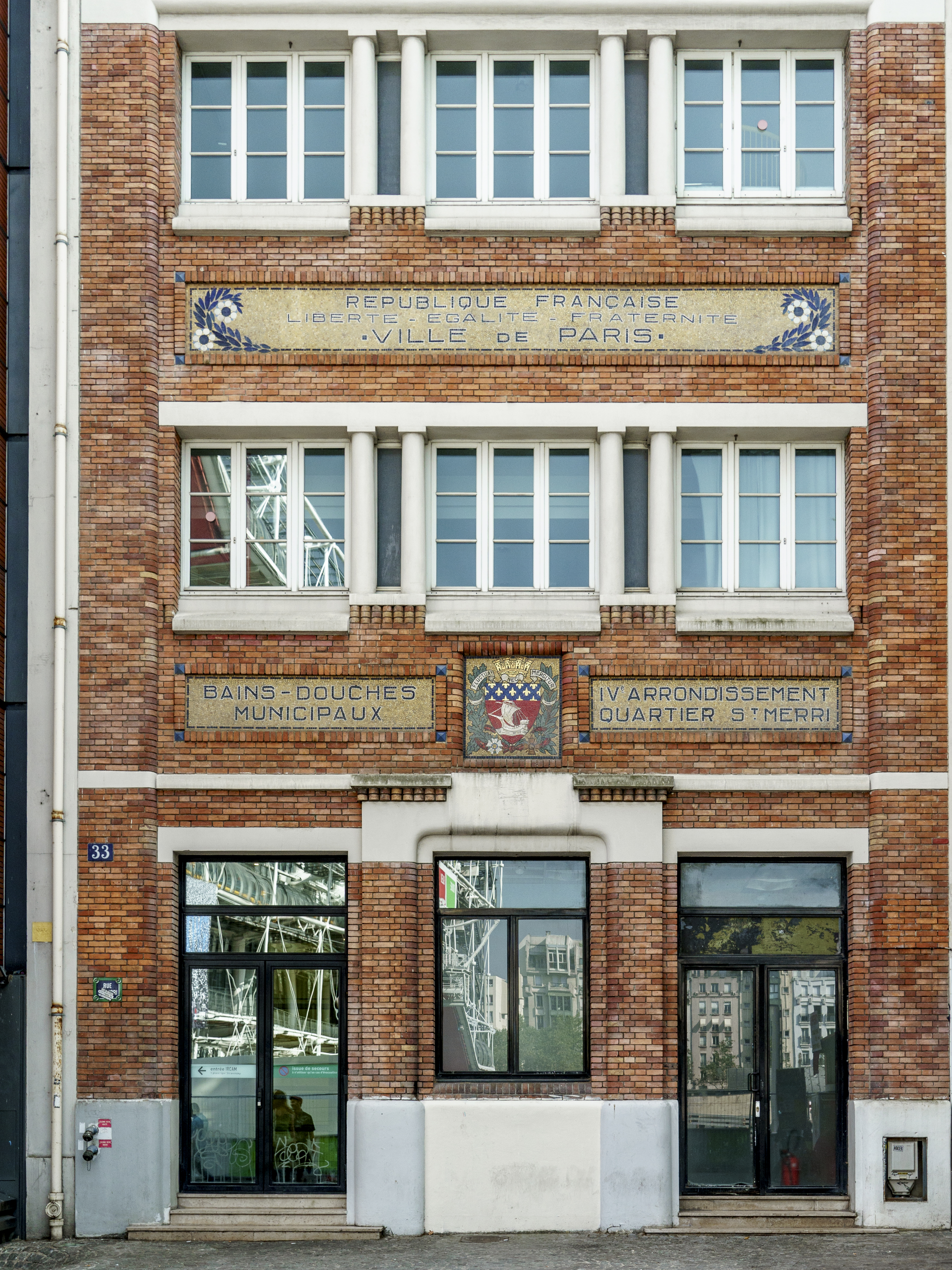
Bains-douches Saint-Merri.

### Non localisé
- L'abbaye de Montmartre possédait dans cette rue cinq maisons qui dépendaient de son fief du Fort-aux-Dames dont l'auditoire et la prison étaient situés dans le cul-de-sac du Fort-aux-Dames rue de la Heaumerie[10].